# Prodotto (chimica)
Il prodotto di una reazione chimica è l'insieme delle sostanze che si formano durante quella reazione, come conseguenza della ricombinazione dei legami che tengono uniti gli atomi che costituiscono le sostanze reagenti. Per la legge di Lavoisier, la massa dei prodotti è uguale alla massa dei reagenti.
Una reazione chimica è rappresentata da un'equazione chimica, dove compaiono due termini: solitamente nel termine di sinistra sono indicati i reagenti, mentre nel termine di destra sono indicati i prodotti.
Se il prodotto della reazione viene utilizzato da un'altra reazione come reagente subito dopo la sua generazione, si parla più propriamente di "intermedio di reazione".